# Особняк Стерлядкина

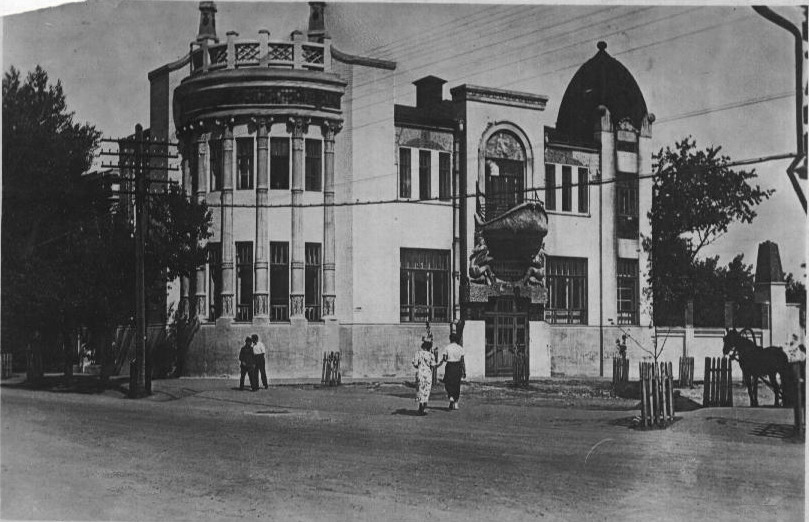
Особняк Стерлядкина в 1937 г.

Особняк купца Сергея Александровича Стерлядкина в Сызрани находится на Советской улице. Здание, построенное в стиле «модерн» является памятником архитектуры.

## История
В 1906 г. в Сызрани случился пожар, от которого сильно пострадал весь город. Однако вскоре богатые люди на главных улицах Сызрани начали возводить свои роскошные особняки, ставшие памятниками архитектуры. Таким памятником стал особняк Сергея Александровича Стерлядкина, который был сыном миллионера, одного из самых состоятельных людей города, занимавшего пост главного Сызранской городской думы, и бывшего председателем правления «Сызранского общества взаимного кредита», купца первой гильдии Александра Александровича Стерлядкина. Особняк был построен в 1915 г.
История не сохранила имя автора проекта здания. По одной версии авторство принадлежит городскому архитектору Сызрани Сергею Щербакову. Архитектор Фёдор Осипович Шехтель, один из наиболее ярких представителей стиля модерн в русском и европейском зодчестве, также является одним из возможных авторов проекта особняка. Называются также имена архитекторов Александра Зеленко и Льва фон Вакано.
Участок, на котором находился дом, был ограничен тремя улицами (современные улицы Советская, Бабушкина и Карла Маркса) и имел форму неправильной трапеции. Особняк Стерлядкина стал одним из самых новаторских зданий Сызрани. При строительстве двухэтажного дома были использованы самые современные материалы тех лет: бетон, металл, облицовочная плитка, облицовочный кирпич бледного бежево-желтых оттенков.
Вместе с особняком в комплекс зданий входят подсобные постройки. Одно из таких строений примыкает к особняку, образуя Г-образную композицию, другое, предположительно, гараж, находится во дворе. В подвале особняка были предусмотрены склады, в которые были входы со двора и из холла первого этажа.
Композиция фасада является динамичной и построенной на сочетании выступающих и заглубленных разной высоты деталей отделки. Прямоугольной формы окна имеют одинаковую высоту, что подчёркивает ритмичность фасада. При этом большие окна первого этажа равны по ширине трём узким окнам второго этажа. Вход в здание со стороны улицы сделан под балконом второго этажа в центре фасада.
Из декоративной отделки здания следует отметить женские и мужские фигуры, барельефное изображение Изобилия, балкон в форме раковины и полуколонны с коринфскими капителями, вытянутые на высоту двух этажей и расположенные на закруглённом углу здания. Женские фигуры изображают времена года, мужские фигуры поддерживают балкон.
Планировка особняка позволяла как проживать большому семейству купца Стерлядкина, так и вести предпринимателю коммерческую деятельность. Кабинет купца и большая гостиная находились на первом этаже, на втором этаже расположились спальни, детские комнаты и просторный холл с выходом на балкон. Некоторые элементы интерьера сохранились до наших дней - лепнина, напольная плитка, ограждение лестницы с декором в виде подсолнухов, раздвижные массивные двери с витражами.
После Октябрьской Революции 1917 г. особняк был национализирован. Вначале он использовался как гостиница для военных. Как отмечал генерал-майор Н. И. Корицкий, пребывавший в Сызрани с 1-й армией
…А для командира и состоящих при нем лиц был отведен особняк купца Стерлядкина. По тем временам он считался почти дворцом: роскошный кабинет, гостиные, столовая, спальни с кроватями из карельской березы, комнаты для приезжающих… Говорили, что Стерлядкин, строя особняк, платил бешеные деньги архитекторам, лишь бы перещеголять купца Шатрова в Симбирске. Почти не умея читать, бывший владелец особняка обзавелся еще и большой библиотекой, но при ближайшем ознакомлении с ней выяснилось, что главное богатство тут составляли тисненные золотом переплеты и огромные красного дерева с бронзой книжные шкафы…
В 1930-е годы в бывшем особняке действовало хирургическое отделение поликлиники. Затем здесь расположилось отделение ЗАГСа, которое работает здесь и в настоящее время.